# メテオ・メトセラ
『メテオ・メトセラ』は、尾崎かおりによる日本の漫画。新書館の『サウス』1998年10月号から連載が開始された。廃刊と共に『月刊ウィングス』に引き継がれた。さらに2009年10月に『ウェブマガジンウィングス』に連載が移り、最終回は単行本最終巻に掲載された。

## あらすじ

### 第一部
殺し屋だった祖父の遺志を継ぎ、不老不死の賞金首「メトセラ」ことレインを狙う少女マチカ。だがレインの周りには、彼を決して人間扱いせず、私欲で不死身の身体を狙う輩ばかり。孤立無援のレインと関わるうちに彼の宿命を見届けようと決意したマチカは、彼と一緒に旅をする。

### 第二部
レインが行方不明になって1年。15歳になったマチカはレインを探して懸命に走り続ける。そしてユーリから得た情報を頼りに、カルバリアという会社までやってきたマチカ。あえなく門前払いを食らい途方に暮れていた時、星祭りで知り合った少女・エイラと偶然再会した。
一方、カルバリア社長の御曹司として生まれイースと名付けられたユカは、シャレムに溺愛され子供らしく振る舞いながらも、瞳に無間の闇を宿していた。

### 外伝
“死神”と異名を取る賞金稼ぎのゾルは、お師さまと慕う市長フーサの命を受けて、悪人を殺める日々を送っていた。そんなある日、ゾルは成り行きで道端の轢死体を埋葬することに。だがなんと、棺桶に入れた死体が生き返った。

## 登場人物
レイン・ジウリット
624歳・194cm
本作の主人公。読み書きが出来なかった神父。人が好きで、人を信じ続けている。
600年前、ユカによってメトセラへと生まれ変わらされ「再び出会うその時も人が生き続けられることの意味が信じられるなら、世界を壊そうとするユカを殺し続けて人を守り」「ユカと同じように虚無を望むならば、人を一掃しろ」。というユカとのゲームに強制的に参加させられる。以後メトセラとしてずっと生き続け、世界に散った天使たちを狩りながら旅を続けた。
不老不死。戦車を押し返す、鎖を引き千切る、ロケット砲を食らっても生きている、銃弾を食らってもすぐに治る、列車に走って追いつく、ビルから飛び降りて死んでも蘇生する、など人間離れした身体能力の持ち主。
バイオリンを弾くが、空を泣かすほどヘタクソと言われている。
マチカと接することによって長らく殺していた心が戻り、マチカに俺も好きだと告白する。
一度、ユカが用意した天使によって心臓を潰されるが、実は体の中にもう一つあったセカンド・ハート『フレイア』で命を長らえる。
イコルによって力を封じられ拘束状態にあったが、マチカの呼びかけによって覚醒。マチカと出会ったことにより人間を諦められないと思い、ユカの元を飛び出してマチカを探しに行く。
ユーリの手助けにより、マチカと再会。ユカの起動した軍事衛星を止める為に、海上遺跡ノアズ・アークへと赴く。そこで誰よりもユカの事を信じていた、信じていたから600年生きたのだと告白。ユカを人質にされ、引き換えに要求された十字架をフォークに渡した後、天使化が発症し徐々に化け物へと近づいていく。
マチカとユカの共闘によって、フォークから十字架を取り返して再びメトセラになるが、天使化の発症は抑えられないところまで進んでおり、十字架も発症を遅らせる役目しか果たしていない。去ったユカを追う為、再びカルバリアへと足を運ぶ。
マチカ・バルファルティン
14歳・150cm・O型
ゾルの孫娘で、「死神」の名を継いだ殺し屋。大鎌を用いた戦いを得意とするが、徒手空拳の腕も高い。
ただし、ゾルから『賞金首以外は殺さない主義』を受け継ぎ、最初のターゲットが不死身のレインだった為、まだ一人も殺していない。
ゾルと住んでいたタイロンの街の時計塔には、チビッコ空手優勝の賞状を見せてゾルと一緒に写る写真がある。
最初は不死身のレインが人間になれる方法が見つかるまで同行し命を狙っていたが、徐々に心を通わせて好きだと自覚するようになる。
レインの死神。レインを助け、一緒に居ると誓う。
1年間行方不明のレインを探すべく、キキと旅を続けていた。ユーリの情報により、カルバリアがある首都ライメイに辿り着き、そこでエイラと再会する。
エイラとその仲間の手引きによってカルバリアに侵入。旧管制室からレインへの呼びかけを行い、捕まりそうになった所をイースと名乗ったユカに匿われる。ユカが解凍した天使の1匹にビルから突き落とされるも、飛行船を救助マットの代わりにしたレインの力で命を取り留める。その後、ユーリの手助けにより、ようやくレインと再会。
共にユカを止める為に海上遺跡ノアズ・アークへと向かい、イース＝ユカだと知る。レインが差し出した十字架をフォークから取り戻す為、ユカと一緒に私有地の人工島へと向かい、フォークと戦う。
ユカによって天使の血を限界まで投与してもらい、フォークに勝利を収め、去ったユカを追いかけた所、カルバリアでレインとばったり出くわす。
東方死神にて、ゾルとの間に血縁関係はない事が発覚した。
ユカ・コラベル
頭脳明晰にして容姿端麗な神父。穏やかな微笑を湛えたレインの親友。
前世の記憶をすべて持ちながら、永遠の輪廻を繰り返す「魂のメトセラ」。世界と心中すること望みとし、ユカを生み出す人間が一人残らず絶える様に全ての生命を殲滅しようとする、虚無の世界を漂白する男。
レインをメトセラに生まれ変わらせた後に、銃弾を頭に撃ち込んで自殺。運命の8月6日にツィーダの腹を破って生まれ、レインに会いに行った。
レインを連れ去った後は、イース・コーディランの名でバイオ・エンジェル・プロジェクト副統括の地位に納まる。
ちっとも偉ぶらず小さい子の面倒見もいいと評判だが、一部の人間には恐れられている。
全ての生命を殲滅させる為に化学兵器・細菌兵器など旧時代の史跡を次々と掘り当て、レインを待たずに軍事衛星を起動させて世界を破壊しようとした。
レインと話したことで軍事衛星を止め、マチカと協力してフォークと戦い勝利を収めるも、レインに『賭けを降りたお前なんかどうでもいい』と言い残し、去っていった。
全ての天使を廃棄する為にカルバリアに赴き、全ての天使を凍結させる。
キキ
3歳・140cm（成長後）
額に三つ目の目がある動物をベースにした天使で、闇医者の所にいたがマチカに付いて行った。レインからは一時期ウサギ耳と呼ばれていた。
レインとは天使繋がりで、兄弟のようなもの。レインが行方不明になっている1年の間に何故か人の言葉を喋れるようになり、大きさも猫ほどから大型犬並みに成長している。
天使の端くれなので戦闘能力は高いが、知力は幼児並み。昔から何かにつけてレインに噛み付く。
レインを助ける為のカルバリア潜入の際には、ペットの持ち込み禁止と言う理由で留守番だった。その時に、エイラの仲間のチェロから骨に噛み付くところを見られ、ケモノは悲しいな、と呆れられている。
エイラ・ウルファン
17歳・163cm・B型
国王暗殺の罪を被せられた一族の少女で、マチカの親友。国王ヤコウを蘇らせるためにレインを追っていたが、自らの過ちに気付いて追うのを止めた。
その後、一族と共にヤコウを暗殺したカルバリアの裏の顔を暴く為に首都ライメイに潜入。仲間はカルバリアが天使のプロモーションにと行った事件を空港テロの罪に置き換えられ、なすり付けられて散り散りになっている。その時、マチカと再会した。
マチカと仲間のチェロと一緒にレインを助け何とか合流するも、レインと行動を共にしていたユーリに敵意を向ける。
海上遺跡ノアズ・アークでユーリの命を救った事で、少し仲が良くなった。
シャレム・コーディラン
28歳・172cm・AB型
ドレスの似合う綺麗な女性だが、実際はいきなりヒールキックを繰り出す女傑。格闘能力はマチカでも手が出ないほど高い。
カルバリア副社長兼バイオ・エンジェル・プロジェクト統括で、イシュメイルの妻。社長夫人。世継ぎを生めない女。
ジリーナやユーリなど、身寄りの無い孤児達を集めて特務部隊を作り上げる。特務部隊の制服のデザインはシャレムが行った。
ユカの望みが世界の破壊であると薄々知りつつも生まれたユカに愛情を注ぎ、証拠隠滅にと自分を殺そうとしたイシュメイルを殴り、離婚を突き付ける。
イシュメイルとの結婚は玉の輿目当てだった。
カルバリアに乗り込んできた天使化したフォークからユカを含む子供達を救う為、自らも天使の血を投与して戦う。「皆大人になるまで生きる事」と最後の任務を告げ、イースを思いながらフォーク共々ビルの外に飛び出し、体に巻き付けた爆薬で爆死。
ヤコウ
最北の地の王様。カルバリアに暗殺されたと噂され、メトセラの体を使い首をすげ替えて蘇らせようと首だけ持ち出されたが、エイラによって土に返された。
エイラ曰く、王でいる時間よりも草原で寝転んだり釣りをしている方が好きらしく、エイラとは恋仲だった模様。
王となった後、子供の頃に外遊として訪れたタイロンの街でレインと出会っている。
イシュメイル・コーディラン
カルバリア社長。シャレムとは夫婦の関係だが、イースの事もあってあまり仲はよくない。
バックステージにて、シャレムの新婚時代について『あの頃は良かった…』と話している。
臆病すぎる男で保身の為なら正気を失くす。シャレムは『愛されていない自信はある』と言い切った。
天使化したフォークが本社ビルに乗り込んできた時、自分と側近だけヘリで脱出した。
ツィーダ
シャレムの姉で、彼女の代わりにイシュメイルの世継ぎを生む役目を負った女。
3ヶ月で異常なまでに成長したユカが腹を裂いて生まれてきたので、そのショックで死亡。
シャレム曰く、『私のおこぼれを当てにするだけの気の毒な女』で『母さんに似ていた』らしい。
ジリーナ・ラコット
15歳・156cm・A型
シャレムに拾われ、シャレムの為なら何でもする女。
飛行艇を操縦できなくとも、初心者マークを貼り付けて強引に飛ばす行動派。両手にトンファーを持ち、ユーリをライバル視している。
天使化したフォークとシャレムが戦い、シャレムが死んだのはユカのせいだと責め立てた。
ユーリ・エバンス
18歳・175cm・B型
砂の海を渡る海賊、デザート・パイレーツだったが、面白そうなところについて行くとカルバリアに入社。自称、荒野のサラリーマン。自称、金髪碧眼の美少年。
腹違いの5人兄弟の長男。
ユカが関わり始めたカルバリアで、『つまらなくなった』『俺だけ魔法にかかってないみたい』『何か変だ』という理由により自主退職、レインに協力するようになる。
騒動が起こるのは日常茶飯事らしく、レインを匿った後に銃撃戦に巻き込まれるも、近所の人達からは『またユーリが何かやったんじゃない』『マフィアの女にでも手を出したのかしら?』と全く心配されていない。
12歳の時にパールから買ってもらったバイクを今でも使っている。同時に12歳のときから人殺し。
水上遊園地セイレーン・キャッスルでレインとマチカを引き合わせる役目を負い、仲間と思われフォークに捕まったエイラを助けるも、ヤコウを殺したカルバリアの人間と思われているので仲が悪い。
海上遺跡ノアズ・アークでは、フォークが解き放った天使から逃げる時に密室に閉じ込められ、水没しそうになった所、レインが助けに来るまで救難ボンベを持ってきたエイラのお陰で生き延びた。その後、少し仲が良くなった。
イース・コーディラン
故人、シャレムとイシュメイルの息子。
父親を驚かそうと車の下に潜り込み、それに気付かなかったイシュメイルが轢き殺してしまった子供。
シャレムの行動原理そのものであり、シャレムからは『ずっと消えないこの悲しみが、私の愛だから』と死して尚思われ続けていた。
ドラ・フォーク
34歳・186cm・O型
容赦ない攻めが持ち味の野獣系Sキャラ。天使の血を持ち出して女の腹に隠して培養したり、天使化した息子を戦わせたり、ザコと呼んだりする。
出来損ないの化け物ではなく本物の不死者になるために、ユカの命令とは別にレインを追いかける。少しずつ天使の血を投与し、異常な回復能力を手に入れ、骨折や心臓を銃で撃たれても蘇生する。
実はカルバリアの下請けの生物兵器開発フォークグループの御曹司。
ユカを人質にしてレインから十字架を奪いメトセラになるも、イコルを使ったユカの策略によって動きを止められ、マチカに十字架を奪い返される。天使化が発症した瞬間、同じく天使化しつつあるレインに叩きのめされる。
完全に天使となった後、ユカを追ってカルバリア本社ビルに侵入。多くの人間を惨殺し、シャレムの自爆で瀕死の重症を負う。最後の力でユカが凍結したテンプリニヨンを解放する。
モデルは作者が親知らずを診てもらいに行った病院の、汚れた白衣をだらしなく着崩した若い医者。
闇医者
34歳・181cm・B型
本名、ローエン。まだゾルが存命の時、メトセラの秘密を知ろうとレインに自白剤を大量の投与した過去があり、レインに嫌われている。
それでも怪我を負ったマチカを治す為に真っ先に力を借りに行くなど、ある程度信頼されている模様。
マチカに、心臓を潰されたレインがまだ生きているかもしれないという希望を与え、カルバリアを潰す為エイラ達に協力している。
かつてゾルの治療を引き受けた事があり、医学の心得があった頃はまだ学生だった。
親の金で入った大学を放り出し、引きこもって道楽の研究ばかりしていたが、それは人を救う為に医者を志したのではなく奇病や突然変異などの病気が好きだから。
フーサに撃たれたコナを救う為大学病院に連れて行き、そこで生まれたマチカとゾルを引き合わせた。レインを追うために大学を自主的に辞めた後は父親に勘当され、闇医者として行方をくらましていた。
フレイア・ゴードリー
17歳・164cm・B型
600年以上前にレインの住む教会に預けられた女性。子供の頃はレインをこき使っており、レインを騎士、ユカを王子様と呼んでいた。
天使の血を投与され発症する前の彼女の血肉が、レインをメトセラへと変えた。その後、ガルガンチェワ生命科学研究所地下64階で氷漬けになっている。
愛用していたバイオリンはレインの手に渡った。
パール・エバンス
19歳・168cm・O型
腹違いの5人兄弟の長女。
ユーリが12歳の時に強盗に入った家主に傷付けられ、その時から右目に眼帯をつけている。
ジェット・エバンス
17歳・171cm・A型
腹違いの5人兄弟の次男。
レイからは小兄と呼ばれている。
レイ・エバンス
16歳・203cm・A型
腹違いの5人兄弟の三男。
ただし背が高く老け顔なので、皆から疑惑の目で見られている。
エイミー・エバンス
12歳・142cm・AB型
腹違いの5人兄弟の次女。
自称天才。マンダムという名の四本足二本腕の作業機械を作ったり、特製クラッカープログラムを組んだり、違法電波で20キロまで繋がる高性能のトランシーバーを作ったりとめっぽう機械に強い。
レインからミーちゃんと呼ばれている。
ゾル・バルファルティン
170cm
回想シーンと東方死神に登場。死神の異名を持つ凄腕の殺し屋。町を訪れたレインが自動車に撥ねられて死亡、その墓を掘っている時に蘇生したのがレインとの最初の出会い。
血の匂いを嗅ぎ分け、驚異的な身体能力を持つレインとも渡り合える技量の持ち主。愛用の大鎌はマチカへと継がれた。
実年齢は定かではないが、コナは娘のようなもので、マチカに爺様と呼ばせている。
身寄りのない時に、その腕をフーサに買われ、育てられた。フーサの命令により、貧民街の年寄りの面倒を任されている。
金の計算は出来ない。ひとたび死神と成り代われば痛みも恐れも人の心すらも感じないと仕込まれたが、本心はもう殺したくないと思っている。
いつも怪我をするゾルを思ってコナが古銭のお守りを作り、それを受け取ったゾルは『一生持っている』と言った。少し天然気味。
レインの友達。
告発によってフーサを市長の座から失脚させ、巻き上げていた莫大な賞金の内、戻ってきた金はスラムの住人に分け与えられ、スラムの英雄となった。
ローエンからコナの死を知らせる手紙が届き、しらばく茫然自失状態だったが、お土産にと渡されたコナの娘マチカを育てる為、正気を取り戻す。
賞金首以外は手をつけず、賞金首もまた殺さずに説教するやり方に変えて、殺し屋はほぼ開店休業状態となる。ただしその変革が他の殺し屋の恨みを買い、マチカが14歳になった年に若い殺し屋達の手にかかって死亡。
コナ
23歳
東方死神に登場、マチカの実母。
北端から売られてきた下賎の娘。売られた娼館から逃げ出したが、客の子供を孕んでいた。川に身を投げようとした所をゾルに助けられた事があり、ゾルのことが好き。
帰る国はなく、他の生き方が出来ないならばせめてお母さんくらいにはなりたいと、赤ん坊を生む決心を固めている。その為ならば体を売っても、目を売っても育てると豪語する。
フーサに撃たれそうだったゾルを庇い負傷、病院でマチカを産み落とし死亡した。
フーサ
市長。かつて傭兵として生計を立て、その時に得た技術を全てゾルに叩き込んだゾルの師匠。
ゾルには『人買い共を討伐し金を集めれば、奴隷達をスラムごと買い上げて自由にする』と約束していたが、実際は自分以外の人身売買組織を潰す為の方便。
黒い噂の耐えない男。最後はゾルに捕らえられた。

## 用語
メトセラ
長寿種の意。レインの異名。一攫千金を夢見る殺し屋達の間のおとぎ話で、語り継がれている。
何百年も生きている、伝説上の生き物、大昔の戦争で作られた人間兵器、本当の姿は誰も知らない、戦車をひっくり返した、列車を谷にぶん投げた、など噂だけは絶えない。
酔狂な金持ちや不老不死を望む権力者達が賞金を上乗せし、その首の価値は小国の国家予算並み。
天使
天使の血によって感染した生き物の総称。細胞を暴走させて驚異的な身体能力を与えるが、その反面、発症した生物はその激減に耐え切れずに、殆どが死亡する。
生きている時は心臓を潰すか、首を切らないと死なない。1ヶ月の生存率は1割にも満たない。
十字架
それは胸に打たれた罪の楔。
天使の力が暴走するのを防ぎ、人をメトセラとする制御装置。十字架を体から外せば怪物化し、それに耐えられない体は死に至る。
カルバリア
表向きは旧時代のテクノロジーを持つ科学技術社。忘却科学研究社。首都ライメイに本社ビルがある。
大陸全土に影響力のある大企業だが、その裏で生物兵器の発掘を行い、古代科学の力で発展を遂げている。世界中にシェアを持つ武器商人。
ヤコウを暗殺したとの噂もあり、天使すらも商売道具とする。
天使の墓場
壊滅したガルガンチェワ生命科学研究所の事。レインがメトセラとされたのはその地下64階。
エイラの一族は代々守り続けてきた北の果てにある小さな遺跡で、氷付けにされたフレイアが安置されている。
イコル
天使の血の発症を抑え、メトセラの力を封縛する薬。弾丸に少量を仕込み、何発も打ち込んでメトセラの動きを止める事が出来る。
テンプリニヨン
ガルガンチェワの地下深くから引き上げられ、カルバリアが保管する天使。同属の天使すら食ってしまう悪食。
失敗作の死骸から天使化した細胞を取り込んで成長を続ける。ユカが凍結させた。
愛
それは生命。それは激情。
それは永遠―――――…!

## 単行本
- 第1巻（ISBN 4403615554） - 1999年08月25日発売
- 第2巻（ISBN 440361597X） - 2000年08月25日発売
- 第3巻（ISBN 4403616518） - 2001年10月25日発売
- 第4巻（ISBN 440361678X） - 2002年06月25日発売
- 第5巻（ISBN 4403617247） - 2003年09月25日発売
- 第6巻（ISBN 4403617530） - 2004年05月25日発売
- 第7巻（ISBN 4403618154） - 2005年12月25日発売
- 第8巻（ISBN 4403618472） - 2006年10月25日発売
- 第9巻（ISBN 4403619169） - 2008年09月25日発売
- 第10巻（ISBN 4403619479） - 2009年10月24日発売
- 第11巻（ISBN 4403621090） - 2011年05月25日発売

- 外伝 東方死神（ISBN 4403618790） - 2007年9月25日発売
初出：『ハックルベリー』（新書館） 2004年vol.4 - 2005年vol.6、『Wings』（新書館） 2006年12月号、2007年2、3、6 - 8月号